# Amazing Red
Pour les articles homonymes, voir Figueroa.
Sangriento, un des noms de ring de Jonathan Figueroa (né le 26 avril 1982), est un catcheur américain mieux connu sous le nom de (The) Amazing Red, ou simplement Red. Il a catché à la Total Nonstop Action Wrestling.

## Carrière

### Début de carrière
Red, qui était déjà connu pour son travail aux États-Unis dans le circuit indépendant, rejoint la Total Nonstop Action Wrestling en 2002 à sa création, il s'est rapidement imposé comme un excellent compétiteur en remportant une fois le NWA World Tag Team Championship avec Jerry Lynn et une fois le TNA X Division Championship. Il a aussi lutté pour la Ring of Honor en tant que membre de l'équipe de trois la S.A.T avec des cousins, José et Joel Maximo. Finalement, il a commencé à faire équipe avec "The Phenomenal" AJ Styles, et se faire connaître ensemble sous le nom d'Amazing Phenomenon. Vers fin 2003 Amazing Red luttait comme Misterio Rouge, ainsi que Airwalk Spriggan lors d'une tournée avec la All Japan Pro Wrestling. Au cours de cette tournée, il a subi une blessure au genou, déchirant son ligament croisé antérieur et a dû subir une intervention chirurgicale qui le maintient sur la touche pendant une année entière. Red revient à la TNA pour lutter en mars 2004 et y reste pendant la majorité de l'année. Quand il a quitté la TNA, il retourna dans les fédérations indépendantes, ne retournant à l'occasion, à la TNA en 2005 et 2006. Il a affronté CM Punk dans un Dark Match lors de l'édition de WWE SmackDown du 12 mai 2005.

### Retraite et retour
Le 15 octobre, 2005, Red a été contraint d'annuler son match de championnat où il devait s'unir à Tulsa,il fut remplacé par un catcheur local du nom de X-Cal fut surnommé l'"Amazing Blue". La dernière apparition de Red fut à une manifestation de la New York Wrestling Connection au début de 2006, où il a perdu son match contre Javi-Air et se blesse de nouveau au genou. Red a quitté le monde du catch et a pris un emploi à plein temps pour guérir son genou après plusieurs interventions chirurgicales. Après avoir été dans l'ombre avec sa blessure, Red fait son retour très attendu le 13 décembre 2008 à la Jersey All Pro Wrestling's Best des poids lourds légers, le match a été remporté par Archadia comme il bat Amazing Red, Flip Kendrick, Louis Lyndon.

### Retour à la TNA (2009-2011)

#### Amazing Red
En avril 2009, il a été annoncé via le site Internet qu'Amazing Red reviendrait à la TNA dans le tournoi par équipe organisé par la Team 3D. Lors de l'édition d'impact du 30 avril, il a fait équipe avec le champion de la Division X Suicide afin de vaincre les Motor City Machineguns (Alex Shelley et Chris Sabin).Ils sont éliminés du tournoi lors de l'édition d'Impact du 14 mai par la nouvelle équipe, The British Invasion (Doug Williams et Brutus Magnus) après une intervention des Motor City Machine Guns
Lors de l'édition du 28 mai, il défie Suicide pour le TNA X Division Championship, mais n'a pas réussi à remporter le titre. Red a concouru de nouveau pour le titre dans un Steel Asylum Match lors du  Pay-Per-View Hard Justice mais perd de nouveau. Lors de l'édition d'Impact du premier octobre, il devient le challenger n°1 au titre de la division détenu par Samoa Joe en battant Jay Lethal, Consequences Creed, Sheik Abdul Bashir et Kiyoshi dans un match de l'échelle. Lors de l'Impact suivant, Red a remporté le TNA X Division Championship pour la seconde fois en comptant Samoa Joe, après l'interférence de Bobby Lashley. Lors de l'édition d'Impact du 15 octobre, Don West a fait ses débuts en tant que nouveau manager de Red. À TNA Bound for Glory 5, Red conserve son titre de la X Division dans un Ultimate X Match contre Homicide, Daniels, Suicide, Alex Shelley et Chris Sabin. À Genesis il conserve son titre face à Brian Kendrick.Il perd son championnat X-Division contre Doug Williams lors d'Impact. Lors de Destination X, il perd un 4 Way Ladder Match face à Kazarian, Brian Kendrick et Daniels. Lors d'un House Show le 23 septembre 2010 à New York, Amazing Red effectue son retour et gagne le titre X-Division face à Jay Lethal. Le 26 septembre 2010 encore lors d'un House Show, Amazing Red perd le titre de la X-Division au profit de l'ancien champion Jay Lethal. Jeff Jarett l'a défié pour un MMA challenger il accepte que si son petit frère Crimson y participe. Il perdra le match. La semaine suivante, Jeff Jarett trop confiant se met à genoux et laisse le petit frère d'Amazing Red Crimson le taper en premier dans le dos. C'est alors qu'arrive le "petit" Crimson. Il s'agissait d'un homme faisant près de deux mètres. Ce dernier passera près de la victoire mais Jarett refusera l'affrontement (après une petite exhibition). Deux semaines plus tard Amazing Red affrontera Chris Sabin et Max Buck dans un match ou le gagnant pourra participer à un match pour devenir challenger n°1 au TNA X Division Championship. Amazing Red perdra, ce match au profit de Max Buck. Lors de Lockdown, il perd contre Max Buck dans un X Division Xscape Match qui comprenée aussi Jeremy Buck, Robbie E, Chris Sabin, Brian Kendrick, Suicide et Jay Lethal et ne devient pas challenger n°1 au TNA X Division Championship.

#### Amazing Red et Sangriento
Lors de l'épisode de TNA Xplosion du 20 avril 2011, il bat Jay Lethal et Chris Sabin dans un Three Way Match avec un nouveau personnage, celui de Sangriento qui est un lutteur masqué en réponse à l'arrivée de Sin Cara à la World Wrestling Entertainment. Lors du Impact suivant, il bat Suicide. Le 12 mai encore à Impact! il bat Suicide. À Impact Wrestling en tant que Amazing Red, il perd rapidement face à Samoa Joe, qui l'attaque après le match mais il se fait sauver par Crimson. Lors de Destination X, il perd contre Alex Shelley dans Ultimate X Match qui comprenait aussi Robbie et Shannon Moore. Amazing Red Quitte la TNA à la suite d'un désaccord entre les deux parties.

### Diverse Fédération (2011-2012)
Lors de Aniversario a la fédération Chikara The Legendary Super Powers Show, lui et Los Maximos perdent contre The Colony.
Lors de 10th Anniversary de Ring Of Honor TJ Perkins et lui perdent contre The House of Truth dans un Special Attraction Match.

### Circuit indépendant (2012-)
Le 16 mai 2014 lui et Crimson battent The Young Bucks est remportent les HOG Tag Team Championship.

## Managers
- Alexis Laree
- Don West

## Palmarès
- East Coast Wrestling Association
  - ECWA Heavyweight Championship (2 fois)

- Impact Championship Wrestling
  - ICW Heavyweight Championship (1 fois)

- Maryland Championship Wrestling
  - MCW Cruiserweight Championship (1 fois)

- New York Wrestling Connection 
  - NYWC Interstate Championship (1 fois)

- Power Slam
  - PS 50 : 2002/49.

- Pro Wrestling Illustrated
  - Classé 153e des 500 meilleurs catcheurs en 2009

- Premier Wrestling Federation
  - PWF Junior Heavyweight Championship (2 fois)

- Ring of Honor
  - ROH World Tag Team Championship (1 fois) avec A.J. Styles

- Total Nonstop Action Wrestling
  - NWA World Tag Team Championship (1 fois) avec Jerry Lynn
  - TNA X Division Championship (3 fois)
- House of Glory
  - 1 fois HOG Tag Team Champion avec Crimson

- United Xtreme Wrestling / USA Pro Wrestling
  - UXW/USA Pro United States Championship (2 fois)

- Unreal Championship Wrestling
  - UCW Heavyweight Championship (1 fois)

- Autres Titres
  - HWVY Junior Heavyweight Championship (1 fois)